# Репатриация японцев Южного Сахалина и Курильских островов
Репатриация японцев Южного Сахалина и Курильских островов — репатриация японского, айнского и отчасти корейского населения южной части острова Сахалин и Курильских островов, которые отошли СССР от Японии в результате Второй мировой войны. Данная репатриация проводилась на тех же основаниях, что и соответствующие репатриации японцев из Кореи, Маньчжурии, Тайваня и других бывших японских колоний. По договору с американской военной администрацией генерала МакАртура, которой фактически принадлежал суверенитет Японии, в новые границы страны было возвращено из бывших японских колоний и временно оккупированных территорий около 6 миллионов лиц с японским гражданством, преимущественно этнических японцев. Смешанные японо-корейские семьи Япония не принимала. За период с 1946 по 1966 год (в два этапа) с территории Сахалинской области в Японию пожелали репатриироваться около 283 320 человек, включая свыше 8 000 военнопленных и около 17 000 японских жителей Курильских островов. До окончания войны Карафуто самостоятельно покинули или же были эвакуированы японскими властями до их капитуляции перед СССР около 142 тысяч человек. Юридически проводимая СССР репатриация не рассматривалась как депортация, поскольку СССР предоставил всем японским гражданам, не подозреваемым во вредительстве или преступлениях, возможность подать письменные заявления о своём нежелании уезжать путём заключения трудовых договоров с Сахалинской областью. Этим правом остаться воспользовались некоторые члены смешанных японско-корейских и японо-славянских семей, а также многочисленные лица корейской национальности, оставшиеся без гражданства в результате односторонней денонсации своих обязательств японским правительством по отношению к резидентам бывшей Японской Кореи. Японские источники также, как правило, называют данное мероприятие «репатриацией», а её участников — «репатриантами». Письменные заявления о своём желании остаться в СССР подали 469 взрослых граждан Японии, при них также осталось 187 человек детей в возрасте до 16 лет. Вместе с тем лица, подозревавшиеся во вредительстве и порче имущества, выдворялись незамедлительно. При проведении репатриации отмечались жалобы, факты превышения полномочий, взяточничества и прочей коррупции на местах.

## Предыстория

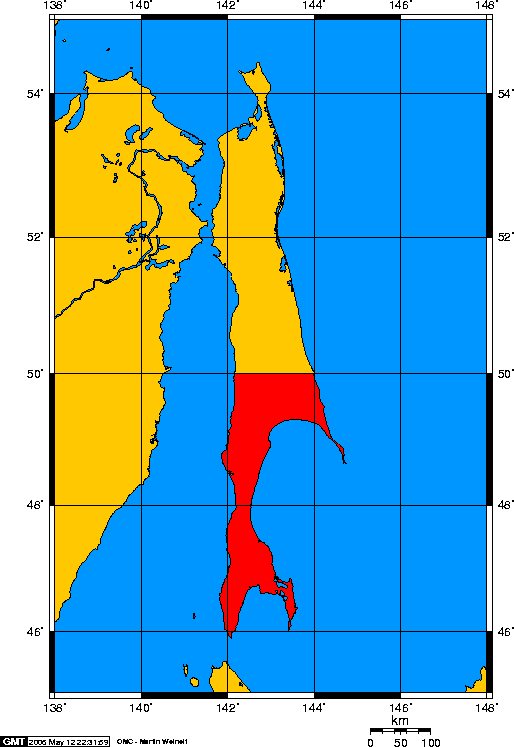
Из бывшего Карафуто в Японию советскими властями были репатриировано свыше 260 тыс. человек. Около 142 тыс. покинули территорию острова до окончания советской-японской войны

До прихода русских и японцев, юг Сахалина и Курильские острова были заселены айнами. В XVII веке в Россию и Японию начали проникать сведения о наличии островов, в XVIII — первой половине XIX века две страны активно исследовали острова, однако никаких договоров и трактатов не заключали. Наконец, в 1855 году две страны заключили Симодский трактат, который определил границу между Россией и Японией на Курилах по проливу Фриза, а Сахалин оставался неразделённым. В 1875 году был подписан Петербургский договор, согласно ему к Японской империи отходили Курильские острова к северу от пролива Фриза, а Сахалин становился территорией Российской империи.
Курильские острова вплоть до начала XX века были заселены, в основном, айнами, которые занимались рыболовством. Активное заселение островов японцами началось перед началом русско-японской войны и продолжалось до конца Второй мировой войны, к 1945 году гражданское население Курильских островов (Тисима-Ретто) составило около 18 тыс. человек, занятых рыболовством.
Южный Сахалин отошёл к Японии в результате поражения России в русско-японской войне. После получения этой территории, Япония активно её колонизовала. Если в 1907 году население составляло 48 тыс. жителей, то в 1925 году — более 200 тыс. человек, а к 1941 году численность населения префектуры составила более 400 тыс. человек. Население префектуры было занято в рыбной, угольной, целлюлозно-бумажной, лесной промышленности и на транспорте.

## Вторая мировая война
На заключительном этапе Второй мировой войны СССР вступил в военные действия против Японии, с которой до 8 августа 1945 года придерживался политики нейтралитета. В ходе Ялтинской и Потсдамской конференций союзники подтвердили права СССР на южную часть Сахалина и Курильские острова. 11 августа 1945 года советские войска начали проводить Южно-Сахалинскую наступательную операцию, а с 18 августа — и Курильскую десантную операцию. К 1 сентября военные действия завершились, Южный Сахалин и все Курильские острова перешли под юрисдикцию СССР.

## Репатриация японского населения

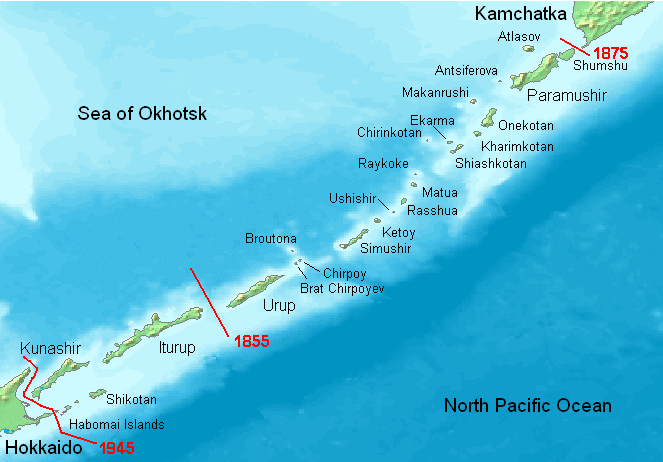
С Курильских островов в Японию после окончания войны репатриировалось около 17 000 человек.

В январе 1946 года вышли две директивы главнокомандующего оккупационными силами США в Японии Дугласа Макартура: в первой содержалось указание о репатриации граждан Японии с Южного Сахалина и Курильских островов, во второй оговаривалось, что южные Курильские острова исключались из-под юрисдикции Японии. Это послужило основанием для репатриации японских граждан с Южного Сахалина и Курильских островов.
По данным НКВД и НКГБ СССР от 26 января 1946 года, на Южном Сахалине до начала военных действий проживала 391 тысяча человек, из которых 286 тысяч — в 14 городах и 105 тысяч — в сельской местности. С началом военных действий около 40 тысяч человек (женщины и дети) было эвакуировано на Хоккайдо. По данным Сахалинского обкома, с острова до окончания войны выехало более 102 тысяч человек. Сотни сёл оказались покинуты, в городах на юге острова скопилось около 70 тысяч беженцев, которых в течение двух месяцев возвращали к местам постоянного проживания, но десятки тысяч человек находились в лесах и горах, скрываясь от советских войск. По данным МВД СССР от 22 октября 1946 года, на юге Сахалина было зарегистрировано 339 986 человек — 65 400 русских и 274 586 японцев, корейцев, китайцев и айнов. Репатриация проходила в два этапа: в ходе первого (октябрь 1946 — май 1948) происходила депортация гражданского населения, в ходе второго (1957—1960) — специалистов.
График отправки японского населения утверждался по каждому району на весь срок репатриации с предупреждением о выезде за две недели. Репатриантов вывозили по 30 тысяч человек в месяц, непосредственно перед отправкой на Хоккайдо они доставлялись в транзитный лагерь № 379 в Холмске. Оттуда они переправлялись в лагерь № 380 в Находке, а оттуда на советских, американских и японских кораблях — в Японию. Списки переселенцев составлялись на предприятиях и в учреждениях, просматривались в местных Советах, в органах МВД и МГБ, после чего утверждались репатриационными комиссиями. При отъезде гражданским лицам разрешалось вывезти до 100 кг личных вещей на главу семьи и 50 кг на каждого члена семьи и до 1000 иен, а военнопленным — личные вещи в объеме ручного багажа и до 200 иен солдатам и 500 иен офицерам. Кроме того, можно было забирать с собой личные финансовые документы, подлежащие оплате в Японии, но запрещалось вывозить советские денежные знаки и золото.

### Порядок выселения
Порядок очередности выселения был следующим:
- руководители и владельцы предприятий, чиновники, часть интеллигенции и служащие, имеющие в Японии вывезенных в начале войны членов семей
- рабочие предприятий, мастерских, служащие бирж, компаний
- крестьяне и сельские служащие
- врачи, учителя, инженеры и другие специалисты, священнослужители

В июне—июле 1949 года из Сахалинской области были отправлены все японцы, кроме тех, которые подали письменные заявления о своём нежелании уезжать. После завершения репатриации основной массы желающих японских граждан к 10 июня 1949 г. на острове пожелало остаться 469 бывших взрослых граждан Японии и с ними детей до 16 лет в количестве 187 человек. Примечательно что количество добровольно оставшихся в СССР японцев (656 человек) почти вдвое превысило количество пожелавших остаться в Карафуто русских-старопоселенцев в 1905 году (хотя, пропорционально ко всему русскому населению в 1905 году под японской властью решили остаться 1 % русских, тогда как из японцев в 1945 году выразили желание остаться под советской властью лишь 0,16 %). Кроме этого, на Сахалине продолжали оставаться 287 осужденных или репрессированных японцев, последний из которых должен быть отбывать срок заключения до 1974 года. К примеру, остаться пожелали японские владельцы макаронной фабрики г. Южно-Курильска, подавшие заявление о верности советской власти. Японские граждане, состоявшие в смешанных японско-корейских и японо-славянских браках, зачастую желали остаться в СССР. Некоторые лица не выехали также по состоянию здоровья. В 1946—1949 годы с территории области было репатриировано 272 335 человек японского гражданского населения и 8303 военнопленных. В 1957—1959 и 1964—1966 годы на родину было отправлено 2682 бывших японских подданных, по разным причинам не выехавших в первый этап.

### Оставшиеся
Судьбы оставшихся в России японцев сложились по-разному. К примеру, в 2004 г. мэром Томаринского района был избран Сокити Нисияма (умер в 2005 г.), первый этнический японец, когда-либо занимавший подобную должность в России. Сокити родился в деревне Кони уезда Хонто префектуры Карафуто (впоследствии — Шебунино Невельского района Сахалинской области), в многодетной крестьянской семье (родители Сокити перебрались на Сахалин из «большой» Японии в 1936 году), где был седьмым ребёнком. После присоединения Южного Сахалина к СССР в августе-сентябре 1945 года, родители Сокити отказались эвакуироваться в Японию и остались на острове. Отслужив в армии, Нисияма окончил Южно-Сахалинский государственный педагогический институт по специальности «учитель географии» и преподавал в школах Сахалина.

## Репатриация корейского населения
Корейское население оказалось в более сложном положении. Особенно остро стоял вопрос о возвращении в Южную Корею, выходцами из которой была большая часть корейцев. После занятия Южного Сахалина советскими войсками, на острове оставалось свыше 47 тыс. корейцев. Япония больше не считала корейцев своими подданными, вернуться в Корею тоже не было возможности. Корея была разорена и разделена. После образования в 1948 году КНДР, северокорейские консулы проводили агитацию среди сахалинских корейцев за новое гражданство КНДР с последующим переездом на Север. В 1958—1959 годы 6346 человек приняли гражданство КНДР, из них 5096 человек переехали на Север. Советское гражданство получили 6414 человек. Однако с каждым годом «переход» становился все труднее, власти КНДР настаивали на выдаче всем сахалинским корейцам северокорейских паспортов. Подавляющее большинство оставалось лицами без гражданства, поскольку желали переехать в Южную Корею, с которой у СССР не было дипломатических отношений.

## Последствия
Японские репатрианты из Карафуто и Курил в основной своей массе направлялись на близлежащий Хоккайдо. На более дальние перемещения у них попросту не было средств. Массовый приток репатриантов на Хоккайдо вынудил Японию начать импорт американских продовольственных товаров для обеспечения провиантом этого северного острова, что поставило японскую экономику в зависимость от США. В Сахалинской области массовый отток японского населения, большая часть которого желала проживать в границах Японии, вызвал острую нехватку в рабочей силе. В ответ советские власти инициировали процесс принятия в советское гражданство оставшихся этнических корейцев.

## Заселение советским населением
По мере репатриации подданных Японии и граждан КНДР, на юг Сахалина и Курильские острова прибывали граждане СССР. Если к октябрю 1946 года насчитывалось 70 тыс. советских жителей, то к 1949 году их насчитывалось уже более 450 тыс. человек. Одновременно с решением сложных проблем заселения и развития экономики области активно решались социальные вопросы. Только за 1946—1948 годы было построено и открыто 584 школы, 101 детский сад, 8 средних специальных учебных заведений, более 570 медицинских и культурно-просветительных учреждений, свыше 600 магазинов, пекарен и столовых, многие другие учреждения социальной сферы. Развернулось активное жилищное строительство.

## В искусстве
- Остров Джованни (аниме 2014)